# Zingiber bipinianum
Zingiber bipinianum là một loài thực vật có hoa trong họ Gừng. Loài này được Dilip Kumar Roy, Durgesh Verma, Anupam Das Talukdar và Manabendra Dutta Choudhury miêu tả khoa học đầu tiên năm 2015.

## Mẫu định danh
Mẫu định danh D. K. Roy 130318; thu thập ngày 11 tháng 6 năm 2014 ở cao độ 257 m, tọa độ 25°13′21,23″B 90°54′27,24″Đ / 25,21667°B 90,9°Đ, Teptepa, Hatisia Beat, Vườn quốc gia Balpakram, huyện South Garo Hills, bang Meghalaya, Ấn Độ. Mẫu holotype lưu giữ tại Trung tâm khu vực miền Đông của Cục Khảo sát Thực vật Ấn Độ ở Shillong, bang Meghalaya (ASSAM).

## Từ nguyên
Tính từ định danh bipinianum để vinh danh tiến sĩ Bipin Kumar Sinha, thầy giáo của tác giả Dilip Kumar Roy.

## Phân bố
Loài bản địa đông bắc Ấn Độ (bang Meghalaya).

## Mô tả
Cây thân thảo lá sớm rụng. Thân rễ dày, nhiều thịt. Thân giả cao 30–50 cm, gốc màu xanh lục ánh tía. Lá 6–10 mỗi thân, không cuống; cuống lá 0,3–0,5 cm, có lông nhung; lưỡi bẹ chẻ đôi, như da, 0,5–0,9 cm, đỉnh nhọn, có lông rung màu nâu; phiến lá hình elip-hình mác, 11,5–25,5 × 6,5–10 cm, mặt gần trục nhẵn nhụi hoặc thưa lông tơ, mặt xa trục có lông nhung, đáy thuôn tròn, đỉnh nhọn thon. Cụm hoa 1–3, mọc từ thân rễ, nửa chìm trong đất, nhiều hoa; cuống cụm hoa ngắn, 5–6 × 0,7–0,8 cm, bẹ hình trứng rộng, xếp lợp, 3,4–5 × 1,2–1,7 cm, màu trắng kem, đôi khi nhuốm ánh tía, nhẵn nhụi, đỉnh nhọn tù. Cành hoa bông thóc hình elipxoit, 6,5–7 × 2–2,5 cm; lá bắc xếp lợp chặt, các lá bắc ngoài hình trứng rộng, 4–4,5 × 2,2–2,6 cm khi ép dẹt, các lá bắc trong hình trứng-hình mác, 5–5,2 × 1,2–1,4 cm, nhẵn nhụi, đỉnh nhọn thon, màu tía; lá bắc con hình mác, 2,3–2,5 × 0,4–0,5 cm, thưa lông ở đáy, các phần khác nhẵn nhụi, màu trắng kem với các ánh màu tía nhạt. Đài hoa hình ống, màu trắng pha ánh tía, dạng màng, chẻ một bên, ~1,6 × 0,7 cm khi dẹt, đỉnh 2 răng, nhẵn nhụi. Ống tràng hoa thanh mảnh, màu trắng kem, dài ~4,3 cm; các thùy gần đều, màu trắng kem, hình mác; thùy lưng 2,6–2,9 × 0,6–0,7 cm; các thùy bên 2–2,2 × 0,4–0,5 cm. Cánh môi hình trứng-hình elip, 3 thùy; thùy giữa hình trứng-hình elip, màu trắng kem và có đốm màu tía, ~2,6 × 0,7 cm, đỉnh nhọn thon; các thùy bên màu trắng kem, thẳng-hình mác, ~5,5 mm, rời, đỉnh nhọn. Nhị cong trên cánh môi; bao phấn không cuống, màu vàng kem, dài ~1 cm; phần phụ liên kết thẳng, uốn cong, bao quanh vòi nhụy, màu trắng kem, ~0,9 cm. Vòi nhụy màu trắng kem, hình chỉ, dài ~7 cm; đầu nhụy màu trắng kem với lỗ tròn có lông cứng bao quanh. Các tuyến trên bầu dài ~4 mm, thẳng. Bầu nhụy màu trắng ánh lục nhạt, thưa lông tơ trắng, ~0,6 × 0,2 cm. Không thấy quả. Ra hoa tháng 6-7.
Z. bipinianum có đặc trưng là lá bắc màu tía, hình từ trứng rộng đến hình trứng-hình mác, đài hoa 2 răng, thẳng-hình mác, các nhị lép bên rời và màu trắng kem với cánh môi có đốm màu tía, chia tách nó với tất cả các loài cùng chi. Bề ngoài loài này khá giống với Z. roseum và Z. meghalayense; nhưng khác với Z. roseum ở chỗ có lưỡi bẹ như da, có lông nhung, các thùy tràng hoa màu trắng kem, các nhị lép bên thẳng-hình mác, bao phấn và mào bao phấn màu trắng kem; khác với Z. meghalayense ở chỗ các thân giả tương đối ngắn hơn, mặt dưới phiến lá và cuống lá có lông nhung, lá bắc con thưa lông, bầu nhụy có lông tơ; khác với cả 2 loài này ở chỗ lá bắc màu tía, đài hoa 2 răng và cánh môi có đốm màu tía.